# Jose De San Martin Airport
Jose De San Martin Airport är en flygplats i Argentina.   Den ligger i provinsen Chubut, i den södra delen av landet, 1 500 km sydväst om huvudstaden Buenos Aires. Jose De San Martin Airport ligger 700 meter över havet.
Terrängen runt Jose De San Martin Airport är kuperad åt nordost, men åt sydväst är den platt. Trakten runt Jose De San Martin Airport är nära nog obefolkad, med mindre än två invånare per kvadratkilometer.. Närmaste större samhälle är Gobernador Costa, 11,1 km väster om Jose De San Martin Airport.
Omgivningarna runt Jose De San Martin Airport är i huvudsak ett öppet busklandskap.